# Kükenthaløya
Kükenthaløya es una pequeña isla deshabitada del archipiélago noruego de las islas Svalbard, en el mar de Barents. Administrativamente, pertenece a Svalbard, un territorio dependiente de Noruega.
Kükenthaløya está en medio del Heleysundet, el estrecho que separa la isla de Barents de la isla de Spitsbergen.
La isla fue descubierta por Willy Kükenthal (1861-1922). La expedición se inició en 1886 y finalizó en 1889.